# Myctophiformes
A Myctophiformes a csontos halak (Osteichthyes) főosztályának sugarasúszójú halak (Actinopterygii) osztályába tartozó rend.

## Rendszerezés
A rendbe az alábbi 2 család tartozik.
- Gyöngyöshalfélék (Myctophidae)
- Neoscopelidae